# Lasiopodomys
Lasiopodomys és un gènere de rosegador de la família dels cricètids. Les tres espècies vivents són totes oriündes de l'Àsia oriental, però se n'han trobat fòssils a Nord-amèrica. Tenen una llargada de cap a gropa de 98-150 mm i una cua de 19-30 mm. La seva fesomia s'assembla bastant a les dels talpons del gènere Microtus, però se'n diferencien en algunes característiques cranials i dentals. El nom genèric Lasiopodomys significa ‘ratolí-peu pelut’ en llatí.